# سونة
السونة اسم يستعمل للدلالة جنس حشري يضم مجموعة من الأنواع التي تعد من أهم الآفات التي تهاجم محصولي القمح والشعير في الوطن العربي، حيث تؤدي إلى خسارة قد تصل إلى 90-100% من الغلة، و ذلك عندما تصل أعداد الحشرة إلى مستوى عالٍ. تنتشر هذه الحشرة من المغرب العربي إلى المشرق العربي وفي بلدان الاتحاد السوفييتي السابق، وصولاً إلى باكستان.
تعتبر السونة آفة خطيرة تسهم في حدوث فاقد في الغلة ومشكلات في التصنيع. ويمكن أن تفضي إصابة 2-3% من حبوب القمح الملوثة بآفة السونة إلى رفض كامل الكمية، حيث تحدث في الدقيق نكهة غير مستساغة وتعيق انتفاخ الخبز بالشكل المطلوب.

## من أنواع السونة
- السونة كاملة الأجنحة (باللاتينية: Eurygaster integriceps)

## وصلات خارجية
- المركز الدولي للبحوث الزراعية في المناطق الجافة-إيكاردا